# Festival de la Cançó d'Eurovisió Júnior 2009
El Festival de la Cançó d'Eurovisió Júnior 2009 (7a edició) es va celebrar a Kíev, Ucraïna el 21 de novembre de 2009, amb només 13 països participants (2 menys que l'edició anterior), i va ser guanyat per Ralf amb la cançó "Click Clack" representant als Països Baixos. Els presentadors van ser Ani Lorak, Timur Miroshnichenko i Dmytro Borodin.

## Selecció de la seu
Belarús, Sèrbia, Ucraïna i Suècia van presentar una candidatura. Suècia va retirar la candidatura en retirar-se del Festival de la Cançó d'Eurovisió Júnior 2008. Finalment, l'UER va decidir que Ucraïna acollís el festival.
També es va establir que Belarús seria la seu del Festival en Festival de la Cançó d'Eurovisió Júnior 2010.

## Participants i resultats
| N° | País                | Idioma     | Artista             | Cançó                           | Traducció                       | Posició | Punts |
| -- | ------------------- | ---------- | ------------------- | ------------------------------- | ------------------------------- | ------- | ----- |
| 01 | Suècia              | Suec       | Mimmi Sandén        | "Du"                            | Tu                              | 7       | 68    |
| 02 | Rússia              | Rus        | Ekaterina Ryabova   | "Malenkiy Prints"               | El principet                    | 3       | 116   |
| 03 | Armènia             | Armeni     | Luara Hayrapetyan   | "Barcelona"                     | Barcelona                       | 2       | 116   |
| 04 | Romania             | Romanès    | Ioana Anuta         | "Ai puterea în mâna ta"         | El poder està en les teves mans | 13      | 19    |
| 05 | Sèrbia              | Serbi      | Ništa Lično         | "Onaj Pravi"                    | L'Indicat                       | 10      | 34    |
| 06 | Geòrgia             | Georgià    | Princesses          | "Lurji prinveli"                | L'Ocell blau                    | 6       | 68    |
| 07 | Països Baixos       | Neerlandès | Ralf Mackenbach     | "Click Clack"                   | -                               | 1       | 121   |
| 08 | Xipre               | Grec       | Rafaella Costa      | "Thalassa, ilios, aeras, fotia" | Mar, sol, aire i foc            | 11      | 32    |
| 09 | Malta               | Anglès     | Francesca & Mikaela | "Double trouble"                | Doble problema                  | 8       | 55    |
| 10 | Ucraïna             | Ucraïnès   | Andranik Aleksanyan | "Tri topoli, tri surmy"         | Tres àlbers, tres trompetes     | 5       | 89    |
| 11 | Bèlgica             | Neerlandès | Laura Omloop        | "Zo verliefd"                   | Tan enamorada                   | 4       | 113   |
| 12 | Belarús             | Belarús    | Yuriy Demidovich    | "Volshebniy Krolik"             | Conill Màgic                    | 9       | 48    |
| 13 | A.R.I. de Macedònia | Macedònic  | Sara Markovska      | "Za ljubovta"                   | Per amor                        | 12      | 31    |

## Taula de puntuacions
| |        | Votants |         |         |        |         |               |       |       |         |         |     |           |    |   |
| Total | Suècia | Rússia  | Armènia | Romania | Sèrbia | Geòrgia | Països Baixos | Xipre | Malta | Ucraïna | Bèlgica | BLR | Macedònia |    |   |
| | Suècia | 68      |         | 4       | 5      | 2       | 5             | 3     | 6     | 2       | 5       | 4   | 7         | 5  | 8 |
| Rússia | 116    | 6       |         | 10      | 8      | 10      | 7             | 7     | 10    | 7       | 12      | 8   | 12        | 7  |   |
| Armènia | 116    | 10      | 12      |         | 6      | 7       | 12            | 10    | 12    | 6       | 10      | 10  | 8         | 1  |   |
| Romania | 19     | 1       | 0       | 0       |        | 0       | 0             | 1     | 0     | 2       | 0       | 0   | 0         | 3  |   |
| Sèrbia | 34     | 2       | 1       | 3       | 3      |         | 2             | 0     | 3     | 0       | 3       | 0   | 1         | 4  |   |
| Geòrgia | 68     | 3       | 5       | 6       | 7      | 1       |               | 4     | 7     | 10      | 6       | 5   | 2         | 0  |   |
| Països Baixos | 121    | 12      | 8       | 8       | 12     | 8       | 8             |       | 8     | 8       | 8       | 12  | 7         | 10 |   |
| Xipre | 32     | 7       | 3       | 2       | 1      | 0       | 1             | 0     |       | 1       | 0       | 2   | 3         | 0  |   |
| Malta | 55     | 0       | 2       | 4       | 4      | 4       | 4             | 8     | 4     |         | 1       | 6   | 4         | 2  |   |
| Ucraïna | 89     | 4       | 7       | 12      | 10     | 2       | 10            | 5     | 5     | 4       |         | 3   | 10        | 5  |   |
| Bèlgica | 113    | 8       | 10      | 7       | 5      | 12      | 6             | 12    | 6     | 12      | 5       |     | 6         | 12 |   |
| Belarús | 48     | 0       | 6       | 1       | 3      | 0       | 5             | 3     | 1     | 0       | 7       | 4   |           | 6  |   |
| Macedònia | 31     | 5       | 0       | 0       | 0      | 5       | 0             | 2     | 0     | 3       | 2       | 1   | 0         |    |   |
| Tots els participants rebren 12 punts a l'inici de les votacions. Suècia no va transmetre el festival en directe, de manera que va utilitzar la votació del jurat. |        |         |         |         |        |         |               |       |       |         |         |     |           |    |   |

### Màximes puntuacions
Els països que van rebre 12 punts (màxima puntuació) van ser:
| N. | A             | De                                      |
| -- | ------------- | --------------------------------------- |
| 4  | Bèlgica       | Sèrbia, Països Baixos, Malta, Macedònia |
| 3  | Països Baixos | Suècia, Romania, Bèlgica                |
| 3  | Armènia       | Rússia, Geòrgia, Xipre                  |
| 2  | Rússia        | Ucraïna, Belarús                        |
| 1  | Ucraïna       | Armènia                                 |

## Curiositats
- Suècia va ser l'únic país participant que no va emetre el festival en directe. La cadena TV4 va decidir transmetre'l amb un dia de retard.
- Azerbaidjan i Bòsnia i Hercegovina van transmetre el festival tot i que no participen en aquest certamen. En el cas de Bòsnia, la cadena BRTH el va transmetre per primera vegada, la qual cosa va poder significar el seu debut en l'edició de 2010. No obstant això, encara no ha participat en cap edició.

## Mapa dels països participants

Països participants el 2009
Països participants en el passat però no el 2009

### Retorns
- Suècia

### Retirades
- Bulgària
- Grècia
- Lituània